# Diego Lagos
Diego Eduardo Lagos (Mar del Plata, 5 de março de 1986) é um futebolista argentino que atua como atacante. Atualmente, joga pelo Rosario Central.

## Títulos
Lanús
- Campeonato Argentino: 2007–08 (Apertura)